# Mai (chanteuse)
Pour les articles homonymes, voir mai (homonymie).
Mai, de son vrai nom Mai Kudō (工藤 舞, Kudō Mai), est une chanteuse japonaise de J-pop, née le 7 mai 1984 à Ishikari (Hokkaidō) au Japon.
Elle débute en décembre 2002 comme chanteuse du « projet vocal » Ruppina, interprétant notamment deux génériques de fin de l'animé à succès One Piece. Après l'arrêt de Ruppina en 2005, elle continue sa carrière en solo sous le nom Mai avec le single Reborn en décembre 2005, utilisé comme générique de fin pour l'émission de variété Hey! Hey! Hey! Music Champ, et aussi repris comme thème principal du jeu vidéo Enchanted Arms. Elle sort encore deux singles et un album en 2006, avant de reprendre le projet Ruppina en 2007, avec lequel elle finit par sortir un mini-album en mars 2009 sous le nom Ruppina+, après deux ans sans activité discographique.

## Discographie de Mai

### Singles
- Reborn - 2005
- Eyes - 2006
- Princess Candy - 2006

### Album
- Maiself - 2006